# ويليام كوب
ويليام كوب (بالإنجليزية: William Cobb)‏ هو مصمم أمريكي، ولد في 1917، وتوفي في 17 ديسمبر 1990.